# アーカンソー・トラベラーズ
アーカンソー・トラベラーズ(Arkansas Travelers)は、MiLB、AA（ダブルA）テキサスリーグ北地区所属の野球チーム。本拠地はアーカンソー州リトルロックにあるディッキー・ステファンズ・パーク。現在はMLB・シアトル・マリナーズ傘下のチームとして活動している。

## 歴史
1963年、1961年に消滅したリトルロック・トラベラーズを基盤とした「アーカンソー・トラベラーズ」結成。AAA級のインターナショナルリーグに加盟。フィラデルフィア・フィリーズと提携する。
1964年、AAA級のパシフィックコーストリーグに加盟。
1966年、AA級のテキサスリーグに降格。セントルイス・カージナルスと提携。
2001年、カージナルスとの35年間の提携を解消し、ロサンゼルス・エンゼルス・オブ・アナハイムと提携。
2007年、レイ・ウィンダー・フィールドからディッキー・ステファンズ・パークへ本拠地を移転。
2017年シーズンからはシアトル・マリナーズと提携を結び、傘下チームとなる。